# Hèsperis
Segons la mitologia grega, Hèsperis (en grec antic: Ἑσπερίς) va ser una nimfa, filla d'Hèsper. Era una de les Hores, segons Higí, i representava el vespre.
Unida amb Atlas, va ser la mare de les Hespèrides, segons la variant més acceptada de la seua genealogia, transmesa per Diodor de Sicília.